# Fritz Dettmann (Politiker)
Fritz Dettmann, eigentlich: Friedrich Dettmann (* 15. Oktober 1880 in Güstrow; † 12. Dezember 1965 in Düsseldorf; vollständiger Name Friedrich Heinrich Theodor Ludwig Dettmann) war ein deutscher Unternehmer und Politiker (DNVP).

## Leben und Beruf
Friedrich (genannt Fritz) Dettmann wurde am 15. Oktober 1880 als Sohn eines Zimmermeisters in Güstrow geboren. Nach dem Besuch des Realgymnasiums in Güstrow bis zur Unterprima absolvierte er ab 1896 eine Tischlerlehre im Betrieb seines Vaters in Güstrow und ab 1897 eine kaufmännische Lehre in Holzgeschäften in Güstrow und Lübeck. Dort arbeitete er zuletzt als Werkführer.
1901 trat Dettmann in das väterliche Bau- und Zimmergeschäft ein, dessen Betriebsleiter er 1905 wurde. 1906 wurde er Mitinhaber des daraus entstandenen Güstrower Unternehmens Hanns Böckmann & Co. Diese Position hatte er bis 1917 inne, ab 1909 gehörte er außerdem dem Vorstand an. Das Unternehmen entwickelte sich in dieser Zeit zu einer halbindustriell arbeitenden Türen- und Fensterfabrik. 1913 gründete Dettmann einen Unternehmensteil, der mit Beginn des Ersten Weltkriegs überwiegend Holz-Fertigteil-Häuser herstellte, die als Kasernen und Wohnbaracken verwendet wurden.
Dettmann engagierte sich in der Ortskrankenkasse Güstrow und begründete eine Stiftung, mit der er von 1910 bis 1914 den Bau von Arbeiterwohnsiedlungen finanziell förderte. Der ehemalige Stadtteil Güstrow-Dettmannsdorf, wo durch seine Vorfinanzierung neue Häuser entstanden, wurde nach ihm benannt.
Im Mai 1914 heiratete Dettmann die Kaufmannstochter Anna, geb. Hirsch (1889–1974). Aus der Ehe gingen drei Kinder hervor.
1917 verließ Dettmann das Unternehmen Hanns Böckmann & Co. Er kaufte in Schwerin eine Türen- und Fensterfabrik und übernahm die in Konkurs gegangene Perzina-Klavierfabrik. Daraus gründete er das Unternehmen Deutsche Holzwerke, später Holzwerke Fritz Dettmann, die er in den folgenden Jahren als Inhaber leitete. 1920 verlagerte er den Sitz des Unternehmens von Güstrow nach Schwerin. Zwei Jahre darauf ließ er ein Großsägewerk in Krakow am See bauen, wohin 1933 wiederum die Unternehmensleitung verlegt wurde. Während des Zweiten Weltkriegs lag die Produktion brach. Ende 1945 begann Dettmann den Wiederaufbau der Sägewerke, die in den folgenden drei Jahren Reparationen erbringen mussten. Ab 1948 erweiterte er die Produktion auf die Herstellung von Möbeln.
Dettmann, dessen Unternehmen nunmehr in der Sowjetischen Besatzungszone bzw. später der DDR lag, verlor in den folgenden Jahren seine wirtschaftliche Existenz. Die Deutschen Holzwerke in Schwerin wurden 1948 enteignet, ihm wurden Kredite gekündigt und der in Güstrow neu aufgebaute Betrieb verstaatlicht. 1953 floh er nach West-Berlin. Dort betreute er bis 1959 andere DDR-Flüchtlinge im Kirchenkreis Berlin-Charlottenburg. 1959 zog er nach Düsseldorf, zwei Jahre darauf in ein Altersheim in Benrath. Dort starb er am 12. Dezember 1965 mit 85 Jahren.

## Politik
Dettmann war während der Zeit des Deutschen Kaiserreichs (ab 1905) Mitglied der Christlich-Sozialen Partei (CSP), die 1918 in der Deutschnationalen Volkspartei (DNVP) aufging. Nach der Gründung der DNVP wurde er in deren engeren Landesvorstand für Mecklenburg-Schwerin gewählt. Von 1919 bis 1926 war er Abgeordneter des Mecklenburg-Schwerinschen Landtags und Stadtverordneter in Güstrow.
Dettmann amtierte vom 28. Juli 1920 bis zum 12. Januar 1921 als Staatsminister der Finanzen im Kabinett Reincke-Bloch des Freistaats Mecklenburg-Schwerin. In sein Ressort fielen auch die Wirtschaftsangelegenheiten des Landes. In der NS-Zeit beteiligte sich Dettmann als Laie auf der Seite der Bekennenden Kirche am Kirchenkampf in Mecklenburg.
1945 war Dettmann einer der Mitbegründer der CDU im Kreis Güstrow und vertrat die Partei von 1946 bis 1950 im Kreistag.